# 양산도
양산도(陽山道)는 경기도 민요의 일종이다. 경기입창에 빗대어 불리던 민요로 방아타령과 가락이 비슷하다. 이 음악의 유래는 양산가설, 조선 개국 칭송가설, 양산도설, 경복궁설이 있으나 신빙성이 낮다. 장단은 세마치이고 5음계로 구성되어 있으며, 솔로 마친다. 리듬이 재미있게 변하고 선율선이 균형이 잡혀 우수한 민요라고 할 수 있다. 매우 구성지고 씩씩한 민요이다.